# Gare de Jonquières-Saint-Vincent
Gare de Jonquières-Saint-Vincent vasútállomás Franciaországban, Jonquières-Saint-Vincent településen. A vasútállomás 1837-ben nyílt meg, a rajta áthaladó vasútvonallal együtt. 2007 óta a személyszállítás szünetel az állomáson.

## Vasútvonalak
Az állomást az alábbi vasútvonalak érintik:
- Tarascon–Sète-Ville-vasútvonal

## Kapcsolódó állomások
A vasútállomáshoz az alábbi állomások vannak a legközelebb: